# Bộ Chính trị Đảng Lao động Triều Tiên
Bộ Chính trị Đảng Lao động Triều Tiên (tên đầy đủ: Bộ Chính trị Ủy ban Trung ương Đảng Lao động Triều Tiên) theo Điều lệ Đảng quy định là cơ quan lãnh đạo cao nhất của Đảng Lao động Triều Tiên. Điều 25 của Điều lệ Đảng quy định: "Bộ Chính trị và Ban Thường vụ Bộ Chính trị trực tiếp giải quyết công việc thay mặt cho Ủy ban Trung ương, Bộ Chính trị sẽ họp ít nhất một tháng một lần ".

## Các thành viên hiện tại
| Bộ Chính trị Ủy ban Trung ương Đảng Cộng sản Lao động Triều Tiên | Bộ Chính trị Ủy ban Trung ương Đảng Cộng sản Lao động Triều Tiên | Bộ Chính trị Ủy ban Trung ương Đảng Cộng sản Lao động Triều Tiên                                       | Bộ Chính trị Ủy ban Trung ương Đảng Cộng sản Lao động Triều Tiên                                   | Bộ Chính trị Ủy ban Trung ương Đảng Cộng sản Lao động Triều Tiên | Bộ Chính trị Ủy ban Trung ương Đảng Cộng sản Lao động Triều Tiên |
| Đại hội VII (2016)                                               | Đại hội VII (2016)                                               | Đại hội VII (2016)                                                                                     | Đại hội VII (2016)                                                                                 | Đại hội VII (2016)                                               | Đại hội VII (2016)                                               |
| Thứ tự                                                           | Tên                                                              | Chức vụ Đảng                                                                                           | Chức vụ Nhà nước, đoàn thể                                                                         | Ghi chú                                                          |                                                                  |
| ---------------------------------------------------------------- | ---------------------------------------------------------------- | --- | -------------------------------------------------------------------------------------------------- | ---------------------------------------------------------------- | ---------------------------------------------------------------- |
| 1                                                                | Nguyên soái Kim Jong-un                                          | - Chủ tịch Đảng Lao động Triều Tiên - Ủy viên Ban Thường vụ Bộ Chính trị - Chủ tịch Quân ủy Trung ương | - Chủ tịch Ủy ban Quốc vụ - Tổng Tư lệnh tối cao Các lực lượng vũ trang nhân dân Triều Tiên        |                                                                  |                                                                  |
| 2                                                                | Choe Ryong-hae                                                   | - Ủy viên Ban Thường vụ Bộ Chính trị - Ủy viên Quân ủy Trung ương                                      | - Phó Chủ tịch thứ nhất Ủy ban Quốc vụ - Ủy viên trưởng Ủy ban Thường vụ Hội đồng Nhân dân tối cao |                                                                  |                                                                  |
| 3                                                                | Pak Pong-ju                                                      | - Ủy viên Ban Thường vụ Bộ Chính trị - Phó Chủ tịch - Ủy viên Quân ủy Trung ương                       | - Phó Chủ tịch Ủy ban Quốc vụ                                                                      |                                                                  |                                                                  |
| 4                                                                | Kim Jae-ryong                                                    | - Ủy viên Quân ủy Trung ương                                                                           | - Thủ tướng - Ủy viên Ủy ban Quốc vụ                                                               |                                                                  |                                                                  |
| 5                                                                | Ri II-hwan                                                       | - Phó Chủ tịch phụ trách tuyên truyền                                                                  | |                                                                  |                                                                  |
| 6                                                                | Choe Hwi                                                         | - Phó Chủ tịch phụ trách tổ chức công nhân                                                             | - Chủ tịch Ủy ban Công tác Thể thao Quốc gia                                                       |                                                                  |                                                                  |
| 7                                                                | Ri Pyong-chol                                                    | - Phó Chủ tịch phụ trách công nghiệp quốc phòng - Ủy viên Quân ủy Trung ương                           | |                                                                  |                                                                  |
| 8                                                                | O Su-yong                                                        | - Phó Chủ tịch phụ trách kinh tế                                                                       | |                                                                  |                                                                  |
| 9                                                                | Kim Yong-chol                                                    | - Phó Chủ tịch phụ trách công tác mặt trận thống nhất - Ủy viên Quân ủy Trung ương                     | |                                                                  |                                                                  |
| 10                                                               | An Jong-su                                                       | - Phó Chủ tịch phụ trách Công nghiệp nhẹ                                                               | |                                                                  |                                                                  |
| 11                                                               | Pak Thae-song                                                    | - Phó Chủ tịch phụ trách khoa học & giáo dục                                                           | - Nghị trưởng Hội đồng Nhân dân tối cao                                                            |                                                                  |                                                                  |
| 12                                                               | Kim Tok-hun                                                      | - Phó Chủ tịch phụ trách công tác cán bộ                                                               | |                                                                  |                                                                  |
| 13                                                               | Đại tướng Kim Su-gil                                             | - Ủy viên Quân ủy Trung ương                                                                           | - Ủy viên Ủy ban Quốc vụ - Chủ nhiệm Tổng cục Chính trị Quân đội Nhân dân Triều Tiên               |                                                                  |                                                                  |
| 14                                                               | Thae Hyong-chol                                                  | | - Phó Ủy viên trưởng Ủy ban Thường vụ Hội đồng Nhân dân tối cao                                    |                                                                  |                                                                  |
| 15                                                               | Thượng tướng Jong Kyong-thaek                                    | - Ủy viên Quân ủy Trung ương                                                                           | - Ủy viên Ủy ban Quốc vụ - Bộ trưởng Bộ An ninh Quốc gia                                           |                                                                  |                                                                  |
| 16                                                               | Đại tướng Choe Pu-il                                             | - Ủy viên Quân ủy Trung ương - Phụ trách công tác dân phòng                                            | - Ủy viên Ủy ban Quốc vụ - Chủ tịch Ủy ban Pháp luật, Hội đồng Nhân dân tối cao                    |                                                                  |                                                                  |
| 17                                                               | Kim Hyong-jun                                                    | - Phó Chủ tịch phụ trách đối ngoại                                                                     | |                                                                  |                                                                  |
| 18                                                               | Hol Chol-man                                                     | - Phó Chủ tịch                                                                                         | |                                                                  |                                                                  |
| 19                                                               | Ri Ho-rim                                                        | - Chủ nhiệm Bộ Công tác Mặt trận Trung ương                                                            | |                                                                  |                                                                  |
| Ủy viên Dự khuyết                                                |                                                                  | | |                                                                  |                                                                  |
| Thứ tự                                                           | Tên                                                              | Chức vụ Đảng                                                                                           | Chức vụ Nhà nước, đoàn thể                                                                         | Ghi chú                                                          |                                                                  |
| 1                                                                | Đại tướng Kim Jong-gwan                                          | | - Bộ trưởng Bộ Quốc phòng                                                                          |                                                                  |                                                                  |
| 2                                                                | Đại tướng Pak Jong-chon                                          | - Ủy viên Quân ủy Trung ương                                                                           | - Tổng Tham mưu trưởng Quân đội Nhân dân Triều Tiên                                                |                                                                  |                                                                  |
| 3                                                                | Kim II-chol                                                      | | - Phó Thủ tướng - Chủ tịch Ủy ban Kế hoạch Nhà nước                                                |                                                                  |                                                                  |
| 4                                                                | Kim Nung-o                                                       | - Bí thư Thành ủy Bình Nhưỡng                                                                          | |                                                                  |                                                                  |
| 5                                                                | Pak The-dok                                                      | - Phó Chủ tịch phụ trách nông nghiệp                                                                   | |                                                                  |                                                                  |
| 6                                                                | Jo Yong-won                                                      | - Phó trưởng ban Tổ chức Trung ương                                                                    | |                                                                  |                                                                  |
| 7                                                                | Kim Yo-jong                                                      | - Phó Chủ nhiệm thứ nhất Bộ Tuyên truyền & Cổ động Trung ương                                          | |                                                                  |                                                                  |
| 8                                                                | Kim Tok-hun                                                      | | - Phó Thủ tướng                                                                                    |                                                                  |                                                                  |
| 9                                                                | Ri Jong-nam                                                      | - Bí thư Tỉnh ủy Kangwon                                                                               | |                                                                  |                                                                  |
| 10                                                               | Ri Hi-yong                                                       | - Bí thư Tỉnh ủy Hamgyong                                                                              | |                                                                  |                                                                  |
| 11                                                               | Jo Chun-ryong                                                    | | |                                                                  |                                                                  |

## Trước Đại hội Đảng lần thứ VII

### Ủy viên Thường vụ
- Kim Jong-un (Bí thư thứ nhất Đảng Lao động Triều Tiên, Chủ tịch Ủy ban Quân sự Trung ương, Chủ tịch Ủy ban Quốc phòng Cộng hòa Dân chủ Nhân dân Triều Tiên, Tổng Tư lệnh tối cao của Quân đội nhân dân Triều Tiên, Nguyên Soái nước Cộng hòa)
- Kim Yong-nam (Ủy viên trưởng Ủy ban Thường vụ Hội đồng Nhân dân Tối cao)
- Hwang Pyong-so (Phó Chủ tịch Ủy ban Quân sự Trung ương Đảng, Ủy ban Quốc phòng Cộng hòa Dân chủ Nhân dân Triều Tiên, Chủ nhiệm Tổng cục Chính trị quân đội nhân dân Triều Tiên, Thứ soái quân đội Nhân dân Triều Tiên)

### Ủy viên Bộ Chính trị
| Thứ hạng | Tên                     | Thành viên từ       | Thời gian        | Chức vụ Đảng | Chức vụ Nhà nước |
| -------- | ----------------------- | ------------------- | ---------------- | --- | --- |
| 1        | Nguyên soái Kim Jong-un | 11/4/2012-9/5/2016  | 4 năm, 28 ngày   | - Bí thư thứ nhất Đảng Lao động Triều Tiên - Ủy viên Thường vụ Bộ Chính trị - Chủ tịch Ủy ban Quân sự Trung ương | - Chủ tịch thứ nhất Ủy ban Quốc phòng Cộng hòa Dân chủ Nhân dân Triều Tiên - Tổng Tư lệnh tối cao của Quân đội nhân dân Triều Tiên |
| 2        | Kim Yong-nam            | 8/1978-9/5/2016     | 37 năm, 282 ngày | - Ủy viên Thường vụ Bộ Chính trị                                                                                 | - Ủy viên trưởng Ủy ban Thường vụ Hội đồng Nhân dân Tối cao                                                                        |
| 3        | Thứ soái Hwang Pyong-so | 18/2/2015-9/5/2016  | 1 năm, 81 ngày   | - Phó Chủ tịch Ủy ban Quân sự Trung ương Đảng - Chủ nhiệm Tổng cục Chính trị quân đội nhân dân Triều Tiên        | - Phó Chủ tịch Ủy ban Quốc phòng Cộng hòa Dân chủ Nhân dân Triều Tiên                                                              |
| 4        | Pak Pong-ju             | 31/3/2013-9/5/2016  | 3 năm, 39 ngày   | Ủy viên Thường vụ Bộ Chính trị                                                                                   | - Thủ tướng Nội các Triều Tiên |
| 5        | Tướng Choe Ryong-hae    | 11/4/2012-9/5/2016  | 4 năm, 28 ngày   | - Ủy viên Thường vụ Bộ Chính trị - Chủ tịch Ủy ban hướng dẫn văn hóa thể chất và thể thao Nhà nước               | |
| 6        | Kim Ki-nam              | 28/9/2010-9/5/2016  | 5 năm, 224 ngày  | - Bí thư phụ trách Lịch sử Đảng - Bí thư Trung ương Đảng - Trưởng ban tuyên truyền cổ động Trung ương Đảng       | - Phó Chủ tịch Ủy ban Thống Nhất Hòa bình Tổ Quốc                                                                                  |
| 7        | Choe Thae-bok           | 23/5/1990-9/5/2016  | 25 năm, 352 ngày | - Bí thư Trung ương Đảng - Bí thư phụ trách giáo dục và Khoa học xã hội                                          | - Nghị trưởng Hội đồng nhân dân tối cao                                                                                            |
| 8        | Pak To-chun             | 28 /9/2010-9/5/2016 | 5 năm, 224 ngày  | - Bí thư Trung ương Đảng - Bí thư phụ trách công nghiệp Quốc phòng                                               | - Thành viên Ủy ban Quốc phòng Cộng hòa Dân chủ Nhân dân Triều Tiên                                                                |
| 9        | Yang Hyong-sop          | 8/12/1993-9/5/2016  | 22 năm, 153 ngày | | - Phó Ủy viên trưởng Ủy ban Thường vụ Hội đồng Nhân dân Tối cao - Phó Chủ tịch Ủy ban Thống Nhất Hòa bình Tổ Quốc                  |
| 10       | Kang Sok-ju             | 28/9/2010-9/5/2016  | 5 năm, 224 ngày  | | - Phó Thủ tướng |
| 11       | Thứ soái Ri Yong-mu     | 28/9/2010-9/5/2016  | 5 năm, 224 ngày  | | - Phó chủ tịch Ủy ban Quốc phòng Cộng hòa Dân chủ Nhân dân Triều Tiên                                                              |
| 12       | Tướng Kim Won-hong      | 11/4/2012-9/5/2016  | 4 năm, 28 ngày   | - Thành viên Quân ủy Trung ương Đảng                                                                             | - Thành viên Ủy ban Quốc phòng Cộng hòa Dân chủ Nhân dân Triều Tiên - Bộ trưởng Bộ An ninh Quốc gia                                |

### Ủy viên Dự khuyết
| Hạng | Tên                        | Thành viên từ      | Thời gian       | Chức vụ Đảng | Chức vụ Nhà nước                                                          |
| ---- | -------------------------- | ------------------ | --------------- | --- | ------------------------------------------------------------------------- |
| 13   | Tướng Ri Yong-gi           | 8/4/2014-9/5/2016  | 2 năm, 31 ngày  | - Thành viên Ủy ban Quân sự Trung ương                                                                                         | - Tổng tham mưu trưởng Quân đội Nhân dân Triều Tiên                       |
| 14   | Hyon Yong-chol             | 31/3/2013-9/5/2016 | 3 năm, 39 ngày  | - Thành viên Ủy ban Trung ương                                                                                                 | - Bộ trưởng Bộ Quốc phòng                                                 |
| 15   | O Kuk-ryol                 | 11/4/2012-9/5/2016 | 4 năm, 28 ngày  | | - Phó Chủ tịch Ủy ban Quốc phòng Cộng hòa Dân chủ Nhân dân Triều Tiên     |
| 16   | Kim Yang-gon               | 28/9/2010-9/5/2016 | 5 năm, 224 ngày | - Bí thư Trung ương Đảng - Bí thư phụ trách tuyên truyền thống nhất Trung ương - Trưởng ban tuyên truyền thống nhất Trung ương | - Chủ tịch Ủy ban Hòa bình châu Á-Thái Bình Dương Triều Tiên              |
| 17   | Kim Phyong-hae             | 28/9/2010-9/5/2016 | 5 năm, 224 ngày | - Bí thư phụ trách Quản lý cán bộ - Trưởng ban Quản lý cán bộ Trung ương                                                       |                                                                           |
| 18   | Kwak Pom-gi                | 11/4/2012-9/5/2016 | 4 năm, 28 ngày  | - Bí thư phụ trách Kế hoạch - Trưởng ban Tài chính và Kế hoạch Trung ương                                                      |                                                                           |
| 19   | Tướng Choe Pu-il           | 31/3/2013-9/5/2016 | 3 năm, 39 ngày  | - Thành viên Quân ủy Trung ương Đảng                                                                                           | - Thành viên của Ủy ban Quốc phòng quốc gia - Bộ trưởng Bộ An ninh Xã hội |
| 20   | Thượng tướng Kim Chang-sop | 28/9/2010-9/5/2016 | 5 năm, 224 ngày | - Cục trưởng Cục Chính trị Bộ An ninh Quốc gia                                                                                 |                                                                           |
| 21   | Thượng tướng Ri Pyong-sam  | 11/4/2012-9/5/2016 | 4 năm, 28 ngày  | - Cục trưởng Cục chính trị An ninh Nội bộ Quân đội Nhân dân Triều Tiên                                                         |                                                                           |
| 22   | Ro Tu-chol                 | 11/4/2012-9/5/2016 | 4 năm, 28 ngày  | | - Phó Thủ tướng - Chủ tịch Ủy ban Kế hoạch Nhà nước                       |
| 23   | Jo Yon-jun                 | 11/4/2012-9/5/2016 | 4 năm, 28 ngày  | - Phó Trưởng ban thứ nhất Ban Tổ chức hướng dẫn Trung ương Đảng                                                                |                                                                           |
| 24   | Thae Jong-su               | 28/9/2010-9/5/2016 | 5 năm, 224 ngày | - Bí thư Tỉnh ủy Hamgyong Nam                                                                                                  |                                                                           |
| 25   | Tướng Kim Kyok-sik[e]      | 31/3/2013-9/5/2016 | 3 năm, 39 ngày  | | - Thành viên Ủy ban Quốc phòng Cộng hòa Dân chủ Nhân dân Triều Tiên       |
| 26   | Ju Kyu-chang               | 28/9/2010-9/5/2016 | 5 năm, 224 ngày | - Trưởng ban Công nghiệp Quân nhu Trung ương - Thành viên Quân ủy Trung ương Đảng                                              | - Thành viên Ủy ban Quốc phòng Cộng hòa Dân chủ Nhân dân Triều Tiên       |

## Các cuộc họp sau Hội nghị Trung ương 3 (tháng 8 năm 2010)
- Hội nghị Bộ chính trị mở rộng (6/6/2011)
  - Ca ngợi chuyến thăm của đồng chí Kim Jong-il đến Cộng hòa Nhân dân Trung Hoa
- Cuộc họp của Bộ Chính trị (30/12/2011)
  - Bổ nhiệm Kim Jong-un là Tổng Tư lệnh tối cao Quân đội nhân dân Triều Tiên và quyết định lễ kỷ niệm sinh lần thứ 100 của Kim Il-sung.
- Cuộc họp của Bộ Chính trị (15/7/2012)
  - Cách chức Ri Yong-ho.
- Hội nghị Bộ Chính trị mở rộng (04/11/2012)
  - Thành lập Ủy ban Văn hóa Thể dục Thể thao Nhà nước với Jang Sung-taek làm Chủ tịch.
- Cuộc họp của Bộ Chính trị (11/2/2013)
  - Quyết định lễ kỷ niệm 60 năm ngày kết thúc chiến tranh Triều Tiên và Quốc khánh lần thứ 65 của Triều Tiên.
- Bộ Chính trị mở rộng (08/12/2013)
  - Cáo buộc Jang Sung-taek "Phản cách mạng, phản Đảng", trục xuất ra khỏi Đảng.
- Hội nghị Bộ Chính trị (8/4/2014)
  - Chuẩn bị công tác Hội nghị lần thứ nhất Hội nghị Nhân dân Tối cao khóa 13 và quyết định "vấn đề tổ chức".